# Laurent Petitgand
Laurent Petitgand (Lori P, Loory Petitgang, Little G’love) né le 28 septembre 1959 à Laxou (agglomération de Nancy) est un compositeur, chanteur, multi instrumentiste (guitariste, pianiste, saxophoniste…), auteur, et également acteur pour le cinéma.

## Biographie
Avec son groupe, Dick Tracy, il compose en 1985 sa première musique de film pour Wim Wenders, Tokyo-Ga puis Les Ailes du désir, Si loin, si proche, Les Lumière de Berlin, Le Sel de la terre, César du meilleur documentaire, nommé aux Oscar 2015…). Il participe à la musique du dernier film de Michelangelo Antonioni, Par-delà les nuages (Al di là delle nuvole)
Parallèlement à l’écriture de chansons qu’il interprète, il compose pour la danse et le théâtre notamment pour Angelin Preljocaj Liqueurs de chair, Amer America. Il écrit des textes pour Alain Bashung, des arrangements de cordes pour Christophe.
Il interprète le rôle du chef d’orchestre du Alekan Zirkus dans Les Ailes du désir et devient figurant dans les films de Solveig Dommartin, Pascal Rémy, Christophe Le Masne, Kim Massee, etc. Il signe en 2006 la musique du dernier film de Paul Auster La Vie intérieure de Martin Frost, publiée par CD Naïve et compose, chante avec le collectif norvégien Ljodahatt, avec le groupe GN (albums sur le label Ici, d'ailleurs...) et se produit régulièrement en concert.

## Discographie

### Album
- Je veux voir la mer (1982) (CD, Album) avec Dick Tracy chez Les Disques du Soleil et de l'Acier
- Tokyo-Ga (1985) (CD, Album) avec Dick Tracy chez Les Disques du Soleil et de l'Acier
- Musique originale de liqueurs de chair (1988) Loory Petitgang, musique du ballet d'Angelin Preljocaj
  - Liqueurs de chair (CD, Album) ([988)
- L'Or and Kat (LP, Ltd) (1989) Laurie Petigand +GN
- Fishes (LP, Ltd) (1989) Laurie Petigand + GN
- Du sang sur le cou du chat (1989) de Rainer Werner Fassbinder
- Amer America (CD, Album) (1990) musique du ballet d'Angelin Preljocaj
- Si loin, si proche (1993) (CD, Album)
- Les Grands Voyageurs (1991) Loory Petitgand + Alain Bashung / Jean Fauque - Osez Joséphine - Disques Barclay
  - (Cass, Album) (1991)
  - (CD, Album) (1991)
  - (LP, Album) (1991)
  - (CD, Album, RP) (1992)
  - (CD, Album, RE, Dig) (1997)
  - (LP, Album, RE) (2009)
- La Tournée des grands espaces (2004) Loory Petitgand + Alain Bashung - Disques Barclay
  - (2xDVD-V, PAL) (2004)
  - (2xCD, Album) (2004)
  - (2xCD, Album, Dig) (2004)
  - (2xCD) (2004)
- Comme si la terre penchait (2006) avec Christophe (chanteur)
- The Inner Life of Martin Frost (2007) avec Sophie Auster
- Gamines (2009) - avec Toto Cutugno, Aline de Christophe (chanteur)
- Si j'avais su, j'aurais rien dit (2012) (LP, Album + CD, Album) L. Petitgand + GN chez Ici, d'ailleurs... (Triple LP, Album) Wenders Music
- Je vous dis (2014) (LP, Album + CD, Album) L. Petitgand + GN chez Ici, d'ailleurs...
- Oublier (2015) (LP, Album + CD, Album) L. Petitgand + GN chez Ici, d'ailleurs...
- Driven by Music (2015) (Triple LP, Album) Wenders Music [2],[3]

### Colonne Sonore
- Tokyo-Ga (LP, Album) (1985) avec Dick Tracy chez Les Disques du Soleil et de l'Acier
- Les Ailes du désir (Der Himmel über Berlin) (CD, LP, Album) (1987) - avec Jürgen Knieper - Nick Cave - Laurie Anderson, etc.
- Carnets de notes sur vêtements et villes (CD, Album) (1992)
- Faraway, So Close! (1993) (CD, Album) avec Lou Reed - U2 - Nick Cave, etc.
- The Inner Life of Martin Frost (CD, Album) (2007) chez Naïve Records
- Gamines (online) (2009)
- Le Sel de la terre (CD, Album) (2015) chez Idol [2]

### V/A Compilation
- Music to Be Murdered by (1991) - AA.VV.
  - Chi Wy Ku (4:38)

### Mix
- Belongings, Possessions - CFCF
  - Excitement (Light Version)

### Musiques de films
- 1985 : Tokyo-Ga de Wim Wenders
- 1985 : Les Frissons de Laure Deratte
- 1986 : Les Ailes du désir de Wim Wenders (Zirkus musik)
- 1988 : Copie Film de Pascal Rémy
- 1989 : Carnets de notes sur vêtements et villes de Wim Wenders
- 1991: Arisha, the Bear and the Stone Ring de Wim Wenders
- 1993 : Si loin, si proche de Wim Wenders
- 1993 : À cran de Solange Martin
- 1994 : Le Mas Théotime de Philomène Esposito
- 1994 : Gaffe Loulou de Philippe Niang
- 1995 : Par-delà les nuages de Michelangelo Antonioni et Wim Wenders
- 1995 : Le Secret de Julia de Philomène Esposito
- 1996 : Les Lumière de Berlin (A Trick of Light) de Wim Wenders
- 1997 : Happy New Year de Kim Massee
- 1998 : Il suffirait d'un pont de Solveig Dommartin
- 1998 : Machination de Dan Mestanza
- 1999 : Fette Welt de Jan Schütte
- 2000 : Les Inévitables de Christophe Le Masne
- 2000 : Sic Transit de Sébastien Régnier
- 2002 : Naturellement de Christophe Le Masne
- 2005 : Violence conjugale, le courage de dire de Carole Tresca
- 2005 : Slavic Angel de Brice Fournier
- 2006 : Cowboy Angels de Kim Massee
- 2006 : La Vie intérieure de Martin Frost de Paul Auster
- 2007 : Ice People de Anne Aghion
- 2007 : Les Gueules noires de Rodolphe Bertrand et Marianne Tardieu
- 2007 : Un dernier silence de Damien Boyer
- 2008 : La Sieste de Laurent Halgand
- 2008 : Alter und Schönheit de Michael Klier
- 2009 : Gamines d'Éléonore Faucher
- 2010 : Les Amants naufragés de Jean-Christophe Delpias
- 2013 : Les Déferlantes d'Éléonore Faucher
- 2013 : 12 ans d'âge de Frédéric Proust
- 2013 : Sexy dream de Christophe Le Masne
- 2014 : Repas de famille de Pierre-Henri Salfati
- 2014 : Le Sel de la terre de Juliano Ribeiro Salgado et Wim Wenders
- 2015: Martin Buber, Itinéraire d'un Humaniste de Pierre-Henri Salfati[1],[4]

### Musiques de ballets et théâtre
- 1988  Liqueurs de chair d’ Angelin Preljocaj
- 1989  Du sang sur le cou du chat de Rainer Werner Fassbinder M.S de Camilla Saraceni
- 1990 Amer America d’Angelin Preljocaj
- 1991  Sang neuf de Christiane Blaise
- 1992  Hall de Nuit de Chantal Akerman et Camilla Saraceni
- 1994  Sirènes de luxe Luna et Montserat Casanova
- 1998  Hélène d'Euripide de Camilla Saraceni
- 2003  La Ménagerie de verre de Kim Broderick
- 2011  Étrangèreté de Camilla Saraceni
- 2012  À quoi rêvent les autres d’Olivia Rosenthal, M.S de  C. Saraceni
- 2012  MMM de Bagheera Poulin
- 2012  Les Élégies de Duino de Rainer Maria Rilke avec Hermine Karagheuz
- 2012  Plus que le tumulte des eaux profondes de Godefroy Ségal (Compagnie In Cauda)
- 2012  Polices Texte de Sonia Chiambreto, M.S de Michel Didym
- 2012  Si bleue, si bleue la mer de Nis-Momme Stockmann  (France Culture)
- 2013  Amore Cotto de Katia Medici et Vittoria Scognamiglio
- 2013  La Castiglione, chute d'une comtesse de Katia Medici
- 2017  Petit éloge de la nuit, mise en scène Gérald Garutti, Théâtre du Rond-Point
- 2018  Tartuffe, mise en scène Gérald Garutti, Londres, Theatre Royal Haymarket

### Acteur
- 1986 : Les Ailes du désir de Wim Wenders
- 1988 : Copie film de Pascal Rémy
- 1989 : Liqueurs de chair d’Angelin Preljocaj
- 1997 : Happy New Year de Kim Massee
- 1998 : Il suffirait d'un pont de Solveig Dommartin
- 2000 : Les Inévitables de Christophe Le Masne
- 2000 : Moulins à paroles de Pascal Rémy
- 2002 : Naturellement de Christophe Le Masne
- 2003 : Mes copines d’Anne Fassio
- 2005 : Slavic Angel de Brice Fournier
- 2005 : Cowboy Angels de Kim Massee
- 2005 : Les Gueules noires de Rodolphe Bertrand et Marianne Tardieu

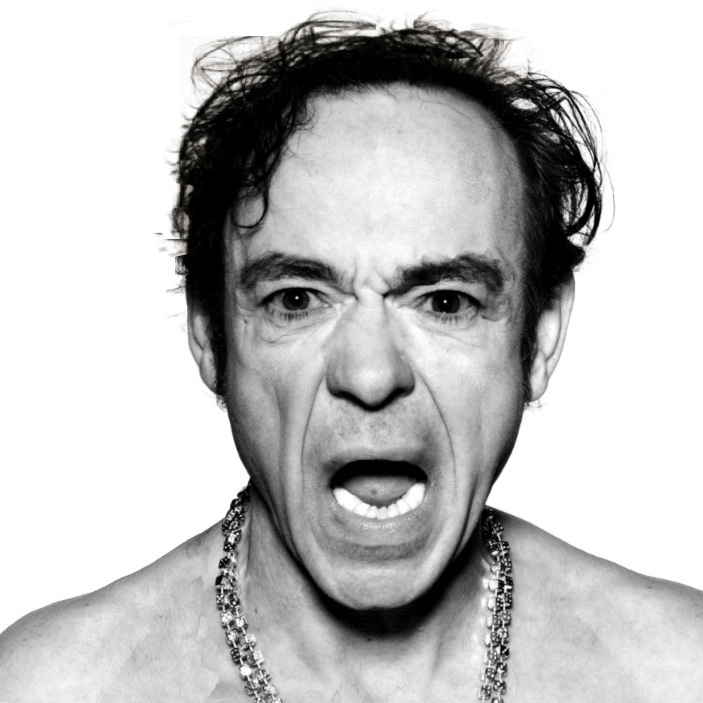
?